# Finikas
Finikas (gr. Φοίνικας) – wieś w Republice Cypryjskiej, w dystrykcie Pafos.